# Šácholanotvaré
Šácholanotvaré (Magnoliales) je řád nižších dvouděložných rostlin zahrnující celkem 6 čeledí.

## Chartakteristika
Zástupci řádu jsou dřeviny se střídavými listy se zpeřenou žilnatinou. Na rozdíl od řádu vavřínotvaré (Laurales) mají trilakulární nody a převážně velké nápadné květy. Většinou aromatické rostliny produkující silice. Převládají květy se svrchním semeníkem.

## Přehled čeledí
- láhevníkovité (Annonaceae)
- muškátovníkovité (Myristicaceae)
- šácholanovité (Magnoliaceae)
- Degeneriaceae
- Eupomatiaceae
- Himantandraceae